# JC ゴンザレス
JC ゴンザレス（JC Gonzalez）またはフアン・カミロ・ゴンザレス（Juan Camilo Gonzalez、1990年3月8日 - ）は、コロンビア出身の俳優兼シンガーソングライター。2009年に活動を開始し、テキサス州のテレビCMや広告に出演。またゴンザレスはMTVのリアリティショー「メヌード」の25人のバイリンガル男性シンダー候補の中の1人として候補に挙がっていた。ゴンザレスは、Parks and Recreation、Blue（ウェブシリーズ）などの映画やテレビにも出演していた。

## 幼少期
1990年にコロンビアのボゴタで生まれる。2人の妹弟がいる。  ゴンザレスは非常に活発的なな男の子であったため、「terremoto（スペイン語で「地震」という意味）」のあだ名をつけられていた。弟の治療のために、ゴンザレスは7歳の時に家族と一緒にヒューストンへ引っ越した。
ゴンザレスはコロンビアのボゴタにある小学校Gimnasio Los Caobosに通い、テキサス州・シュガーランドの高校クレメンツに通っていた。
JC・ゴンザレスは彼自身の勢いのすごさから'Pantallazos de Noticias'(スペイン語でニュース画面という意味)と言われていた。コロンビアのサンタンデールにあるバランカベルメハのHotel San Carlosのマネージャーである祖母の性格から来ていると言われている。
また、複数のインタビューで、ゴンザレスの弟のダニエルが先天性多発性関節拘縮症（AMC）という稀な病気をほぼ克服したことで、努力無しでは報われない、ということを歌手の教訓として学んだ。

## キャリア

### 音楽
ゴンザレスはEnrique IglesiasとNicky Jamの「El Perdón」のオリジナルリミック曲を収録している。また2016年には、ゴンザレスがAwakInというタイトルのソロデビューアルバムを準備していた。そのアルバムは英語とスペイン語の歌詞で、ラテンリズム、アメリカンラップ、ポップがミックスされている。

### テレビと映画
ゴンザレスはテキサスのテレビCMで俳優としてのキャリアを始めた。高校卒業後は、ロサンゼルへ引っ越してCMやテレビドラマでの活動を開始した。フォード、ホンダ、AT&TなどのテレビCMに出演していた。
2007年1月、ゴンザレスはロサンゼルでメイキングメニュードのオーディションに参加した。.採用されなかったが、ダンスレッスンを始めて、ダラスで再びオーディションに参加した。ダラスでは、プエルトリコ人の歌手であるLuis FonsiとラジオアナウンサーのDaniel Lunaに選ばれ、25名の参加者の1人としてニューヨークへ行き、Road to Menudoシリーズの撮影が行われた。
2007年、その後には同プロジェクトのメイキングメニュードで新シリーズのラテンボーイズバンドメニュードの審査員の一人に選ばれた。バンドは、アーバン、ポップ、ロックミュージックの結合で、Sony BMG Epic Recordsから英語とスペイン語で複数のアルバムを出している。ロサンゼル、ダラス、マイアミ、ニューヨーク市など複数のオーディションが開催された。ゴンザレスは、ラジオアナウンサーのDaniel Lunaと共にダラス大会に参加し、たくさんの挑戦者が選ばれ、ゴンザレスは25名選ばれた中の1人だった。
ショーの一環として、ゴンザレスは14名の熱心なアーティストたちと一緒に、歌やダンスをフロリダ州のサウスビーチで特訓した。
ゴンザレスは、俳優活動中にウェブシリーズのLos Americans(2011)に参加した。多世代に注目し、ロサンゼルに住む中流家庭を描いたシリーズである。このシリーズの中で、ゴンザレスはイーサイ・モラレス、ルーペ・オンティヴェロス、トニー・プラナ、レイモンド・クルス、Yvonne DeLaRosa、また、Ana Villafañeと一緒に参加した。
2009年には、ベネズエラ人のインターン生ジョニー役でParks and RecreationのSister Cityのエピソードに出演した。
2010年には、ゴンザレスはKaya Rosenthal (Can't Get You Out of My Mind)のビデオで主演を務めた。またゴンザレスは、Locked Up Abroad、Hard Times、How to Rock、Parenthoodにも出演した。同年ゴンザレスは、『ビクトリアス』のエピソード(Survival of the Hottest)で主演を務めた。
テレビシリーズのBanged Up Abroadで、JC ゴンザレスはLia McCordの兄弟でバングラデシュ空港で麻薬流通のため逮捕される役として出演した。
2010年に、NBCのコメディドラマシリーズParenthoodの第２シーズンで、ゴンザレスはダンサー役としてThe Berger Comethのエピソードに出演した。同年に、『ビクトリアス』のエピソード Survival of the Hottest でアリアナ・グランデと共演している。
Parenthood の第2シーズンでは、友愛団体の若者役としてOrange Alertのエピソードに出演した。その後、2011年にゴンザレスは、Big Time StrikeのBig Time Rushのエピソードにも出演した。
2012年には、ゴンザレスはNicklodeonで2012年2月4日から12月8日の期間に放送されたアメリカンティーンシットコムのHow to RockのHow to Rock a Newscastのエピソードにいじめっ子なフットボール選手役として出演していた。
2015年から2018年の間は、アメリカンテレビシリーズのニューオーリンズ：NCISのBlue ChristmasエピソードでJake役として出演し、アメリカンドラマシリーズの9-1-1でKyle役として出演、アマゾンスタジオのアメリカンリーガルドラマのGoliathでDJ Diego Spiz役での出演などで活躍していた。
ゴンザレスは2011年5月開始のインターネットシリーズLos Americansで注目されていた。2013年には、ゴンザレスはウェブシリーズのBlueに出演。また他のウェブシリーズでも2013年のRagdollsなどにも出ていた。2015年、ゴンザレスはニューオーリンズ：NCISのBlue ChristmasエピソードでJake役をしていた。

## 私生活
ゴンザレスはテキサス州ヒューストン郊外のシュガーランドで育ち、現在はカリフォルニア州ロサンゼルス在住。

## フィルモグラフィー

### 映画とビデオ
| 年     | タイトル                                                      | 役                      | ジャンル                  |
| ------ | ------------------------------------------------------------- | ----------------------- | ------------------------- |
| 2009年 | Second Coming                                                 | 警察官（Juan Camilo役） | ビデオ                    |
| 2011年 | 11:11:11                                                      | ライアン                | 映画                      |
| 2012年 | Slumber Party Slaughter                                       | Randy                   | 映画                      |
| 2014年 | 11:11                                                         | ライアン                | 短編                      |
| 2015年 | Elena                                                         | ビクター                | 短編                      |
| 2015年 | Hot Flash: The Chronicles of Lara Tate – Menopausal Superhero | Cock Block              | 映画                      |
| 2017年 | More Than Enough (Original title: Good After Bad)             | コリーン                | 映画: Anne-Marie Hess監督 |
| 2018年 | Ernesto's Manifesto                                           | ローガン                | 映画                      |

### テレビ
| 年     | タイトル                              | 役割                             | 備考                                                                        |
| ------ | ------------------------------------- | -------------------------------- | --------------------------------------------------------------------------- |
| 2007年 | メイキングメヌード                    | JC                               | MTV リアリティショー                                                        |
| 2008年 | Locked Up Abroad                      | エリアダー「リア」マッコード兄弟 | エピソード： BangladeshNational Geographic Channel                          |
| 2009年 | Parks and Recreation                  | ジョニー                         | エピソード： " シスターシティ "                                             |
| 2010年 | The Hard Times of RJ Berger TV Series | ナイフのダンサー                 | エピソード：The Berger Cometh                                               |
| 2010年 | ビクトリアス                          | ベン                             | エピソード： Survival of the Hottest                                        |
| 2010年 | Parenthood                            | 友愛団体の少年                   | エピソード： Orange Alert                                                   |
| 2011年 | Big Time Rush                         | Costart                          | エピソード：Big Time Strike                                                 |
| 2012年 | How to Rock                           | いじめっ子のフットボール選手     | エピソード：How to Rock a Newscast                                          |
| 2013年 | RagDolls                              | マテオ                           | エピソード：Bésame Mucho; The Sexy Bra; Undercover Date Agent; The Pot Shop |
| 2014年 | I Didn't Do It                        | マイク                           | エピソード：Lindy Nose Best                                                 |
| 2015年 | NCIS：ニューオーリンズ                | ジェイク                         | エピソード： "Blue Christmas"                                               |
| 2018年 | 9-1-1（TVシリーズ）                   | カイル                           | 連続テレビ番組                                                              |
| 2018年 | ゴリアテ（TVシリーズ）                | DJ Diego Spiz                    | 連続テレビ番組                                                              |

### Webisodes
| 年     | タイトル                         | 役割                 | ノート |
| ------ | -------------------------------- | -------------------- | --- |
| 2009年 | Love Fifteen                     | シンディ・リーの息子 | シンディ・リー（Paola Turbay） |
| 2011年 | Los Americans by Dennis E. Leoni | ポールヴァレンズエラ | エピソード：Going to Mexico; The Truth Hurts; Secrets; Lead Us Not Unto Temptation; Family Heirloom; The Legacy; Fish and House Guests; Happy Birthday |
| 2013年 | Blue（ウェブシリーズ）           | ハリー               | エピソード： What Kind of a Name Is Blue? ロドリゴ・ガルシア監督                                                                                       |

### 広告
| 広告                                       | 種類 | チャネル     |
| ------------------------------------------ | ---- | ------------ |
| ホンダフィット（英語/スペイン語）          | 主要 | 全国         |
| ジャック・イン・ザ・ボックス（スペイン語） | 主要 | 全国         |
| Houston Community College 学校宣伝         | 主要 | 地域         |
| Hasbro Nerf Vulcan                         | 主要 | 地域         |
| アカデミースポーツ用品 Outdoors            | 主要 | 地域         |
| Houston Community College                  | 主要 | 地域（学校） |
| National Car Rental                        | 主要 | オンライン   |
| フィエスタロック                           | 主要 | 地域         |
| Connect EDU                                | 主要 | オンライン   |
| 任天堂 Wii                                 | 主要 | 全国         |
| KFC                                        | 主要 | 全国         |
| AT&T                                       | 主要 | 全国         |
| フォードフォーカス                         | 主要 | 全国         |

### 曲
| 年     | タイトル               | ジャンル    | ジャンル    | アルバム                  |
| 年     | タイトル               | E.E.U.U R&B | E.E.U.U Rap | アルバム                  |
| ------ | ---------------------- | ----------- | ----------- | ------------------------- |
| 2015年 | Equation of Love       | —           | —           | Equation of Love – Single |
| 2015年 | Quiet Game             | —           | —           | Quiet Game – Single       |
| 2015年 | Cupid                  | —           | —           | AwakIN                    |
| 2015年 | Zoom                   | —           | —           | Zoom – Single             |
| 2015年 | Prendete               | —           | —           | AwakIN                    |
| 2016年 | Solitary Conversations | —           | —           | 2moonS                    |
| 2016年 | Luchando               | —           | —           | 2moonS                    |
| 2016年 | Let me be me           | —           | —           | 2moonS                    |